# 须德海省
须德海省（法語：Département du Zuyderzée，[zɥi.dɛʁ.ze]）是法兰西第一帝国的一个省份，位于今荷兰，以須德海命名，省会阿姆斯特丹。该省份成立于1811年，时值荷兰王国被法国吞并。须德海省大致对应今荷兰北荷兰省与乌得勒支省。 
1812年，该省人口为507500，面积为9501平方千米。
在1814年拿破仑败北后，该省成为了荷兰联合王国的一部分。 

## 区划
该省划分为以下几个区（arrondissement）和县（canton）：
阿姆斯特丹区
县份：阿姆斯特丹、Baambrugge、Kudelstaart、Loenen、Naarden、Nieuwer-Amstel、Oud-Loosdrecht、Watergraafsmeer 与 Weesp.
阿尔克马尔区
县份：阿尔克马尔、De Rijp、Schagen、Texel、Wieringen 与 Zijpe.
阿默斯福特区
县份：阿默斯福特、Rhenen 与 Wijk bij Duurstede.
哈勒姆区
县份：Beverwijk、Bloemendaal、哈勒姆、Heemstede、Oostzaandam、Westzaan 与 Westzaandam.
霍伦区
县份：Enkhuizen、Grootebroek-Edam- Purmerend、霍伦、Medemblik 与 Monnickendam.
乌得勒支区
县份：IJsselstein、Maarssen、Mijdrecht、Schoonhoven、乌得勒支 与 Woerden.